# Casertana FC
Casertana FC – włoski klub piłkarski, mający swoją siedzibę w mieście Caserta, na południu kraju.

## Historia
Chronologia nazw:
- 1908: Robur Foot Ball Club
- 1912: Unione Sportiva Volturno
- 1914: Pro Caserta – po fuzji z A.S. Ausonia
- 1923: klub rozwiązano
- 1924: Unione Sportiva Casertana
- 1927: Unione Sportiva Fascista Casertana
- 1927: klub rozwiązano
- 1928: Gruppo Sportivo Pro Caserta
- 1929: Associazione Sportiva Caserta
- 1932: klub rozwiązano
- 1936: Associazione Calcio Caserta
- 1937: Unione Sportiva Casertana
- 1993: klub rozwiązano
- 1993: Casertana Football Club s.r.l.
- 2004: Società Sportiva Casertana S.p.A.
- 2005: klub rozwiązano
- 2005: Associazione Sportiva Dilettantistica Rinascita Falchi Rossoblù
- 2006: Associazione Sportiva Dilettantistica Caserta Calcio – po fuzji z S.C. Club Napoli Caserta
- 2008: U.S. Casertana 1908
- 2011: Casertana Football Club

Klub piłkarski Robur Foot Ball Club został założony w Casercie w 1908 roku. Zespół najpierw występował w meczach towarzyskich. W sezonie 1909/10 startował w Terza Categoria Campania, gdzie zwyciężył w grupie, ale potem przegrał w finale z Audacia Napoli. W sezonie 1910/11 znów zwyciężył w grupie Campania, ale przegrał ze Sportiva Napoli. W następnym sezonie klub występował jako Unione Sportiva Volturno w turniejach lokalnych. W 1912 w mieście powstał inny klub Associazione Sportiva Ausonia. Przez dwa lata obydwa kluby rozgrywały tylko mecze towarzyskie, a w 1914 postanowiły połączyć się. Zjednoczony klub przyjął nazwę Pro Caserta. Potem klub zaprzestał działalności z powodu I wojny światowej.
W 1919 klub startował w kwalifikacjach do Prima Categoria wygrywając z Brasiliano w półfinale i Savoia w finale. W sezonie 1919/20 klub debiutował w Prima Categoria Sezione campana, gdzie zajął ostatnie 5.miejsce i spadł do Promozione. Jednak potem klub nie przystąpił do rozgrywek o mistrzostwo Włoch, a rozgrywał mecze lokalne do 1923, po czym został rozwiązany.
7 sierpnia 1924 roku klub został odrodzony jako Unione Sportiva Casertana. Najpierw grał mecze towarzyskie, a w sezonie 1925/26 startował w Prima Divisione Sud, gdzie zajął trzecie miejsce w grupie campano.
W 1926 nastąpiła reforma systemu lig włoskiej piłki nożnej – wprowadzono najwyższą klasę zwaną Divisione Nazionale, a klub został zdegradowany o klasę niżej o tej samej nazwie Prima Divisione. W sezonie 1926/27 był czwartym w grupie D Prima Divisione. Pod koniec sezonu przyjął nazwę Unione Sportiva Fascista Casertana, ale nie przystąpił do następnych mistrzostw w związku z poważnymi problemami finansowymi i pozostał nieaktywny.
W 1928 klub powrócił do rozgrywek jako Gruppo Sportivo Pro Caserta. W sezonie 1928/29 zajął 8.miejsce w Terza Divisione Campano. Potem znów nie zgłosił się do mistrzostw przez problemy finansowe i rozpadł się.
W sezonie 1929/30 zespół nie uczestniczył w żadnych mistrzostwach, ale nadal miał prawo grać w mistrzostwach Terza Divisione pod nazwą Associazione Sportiva Caserta. W sezonie 1930/31 zajął 7. miejsce w grupie A Terza Divisione Campano. W następnym sezonie 1931/32 najpierw był drugi w grupie B, a potem zajął 5.miejsce w finale Campano. Jednak potem klub znów zrezygnował z rozgrywek i do 1936 sporadycznie pokazywał się tylko w lokalnych meczach.
W 1936 klub został reaktywowany jako Associazione Calcio Caserta i startował w Prima Divisione Campano, gdzie był drugi. W 1937 zmienił nazwę na Unione Sportiva Casertana i w następnym sezonie 1937/38 zakończył rozgrywki na 9.pozycji. W 1939 był ósmym, w 1940 czwartym, a w sezonie 1940/41 zajął trzecie miejsce w Prima Divisione Campano i awansował do Serie C. W sezonie 1941/42 zajął 13.miejsce w grupie G, a w 1942/43 11.miejsce w grupie L Serie C. Ale z powodu II wojny światowej mistrzostwa zostały zawieszone. Po wznowieniu mistrzostw w 1945 klub startował w Campionato Campano. W sezonie 1945/46 klub zajął 9.miejsce w grupie D Serie C (Lega Nazionale Alta Italia). W następnym sezonie 1946/47 z przyczyn ekonomicznych przystąpił do rozgrywek regionalnych Prima Divisione Campano, gdzie zajął 6.miejsce w grupie C. Potem klub odzyskał miejsce w Serie C po rezygnacji z poprzedniego sezonu. W sezonie 1947/48 ponownie startował w Serie C (Lega Interregionale Nord), gdzie zajął 9.miejsce w grupie R i został zdegradowany do Promozione Campano. W 1950 klub powrócił do Serie C. W 1952 po kolejnej reorganizacji został zdegradowany do Serie IV. W 1953 spadł do Promozione, ale po roku wrócił do Serie IV. W 1958 awansował do Serie C, a w 1960 spadł do Serie D. W 1963 ponownie zdobył promocję do Serie C. W sezonie 1969/70 zwyciężył w grupie C i awansował do Serie B, jednak po roku spadł do Serie C. W 1976 spadł do Serie D. W sezonie 1977/78 zajął drugie miejsce w grupie G Serie D i zakwalifikował się do Serie C2.
W 1978 klub otrzymał od C.O.N.I. Srebrną Gwiazdę na zasługi sportowe. W sezonie 1980/81 zwyciężył w grupie C i awansował do Serie C1. Dziesięć lat później wygrał w 1991 wygrał grupę B i zdobył promocję do Serie B, ale po roku spadł do Serie C1. Po zakończeniu sezonu 1992/93 klub zrezygnował z kolejnego sezonu i ogłosił bankructwo.
Latem 1993 powstał nowy klub piłkarski Casertana Football Club s.r.l., który dołączył do Campionato Nazionale Dilettanti. W 1996 zespół awansował do Serie C2, ale po roku znów spadł do rozgrywek amatorskich. W 1999 po kolejnej reorganizacji systemu lig Campionato Nazionale Dilettanti został przemianowany na Serie D. W 2004 zmienił nazwę na Società Sportiva Casertana S.p.A. W sezonie 2004/05 zajął 18.miejsce w grupie I Serie D. Został wyłączony z turnieju w toku, po czwartej rezygnacji w gry.
W 2005 klub A.S.D. Real Aversa występujący w Eccellenza Campania przyjął nazwę Associazione Sportiva Dilettantistica Rinascita Falchi Rossoblù. W 2006 klub po połączeniu z S.C. Club Napoli Caserta zmienił nazwę na Associazione Sportiva Dilettantistica Caserta Calcio i przeniósł siedzibę do Caserta. W sezonie 2006/07 zwyciężył w grupie A Eccellenza Campania i awansował do Serie D, jednak po roku spadł do Eccellenza Campania. W 2008 zmienił nazwę na U.S. Casertana 1908, a w 2009 wrócił do Serie D. W 2011 przyjął obecną nazwę Casertana Football Club. W 2013 po kolejnej reorganizacji systemu lig Serie D została przemianowana na Lega Pro Seconda Divisione. W sezonie 2013/14 zajął drugie miejsce w grupie B Lega Pro Seconda Divisione i awansował do Lega Pro, która w 2017 zmieniła nazwę na Serie C.

## Sukcesy

### Trofea międzynarodowe
Nie uczestniczył w rozgrywkach europejskich (stan na 31-05-2017).

### Trofea krajowe
| \| \| Zdobyte trofea w rozgrywkach Włoch (stan na: 31-05-2017) \| |                                                          |      |                           |
| Rozgrywki                                                         | Osiągnięcie                                              | Razy | Sezon(y)                  |
| · Mistrzostwo                                                     | I miejsce                                                | 0    |                           |
| · Mistrzostwo                                                     | II miejsce                                               | 0    |                           |
| · Mistrzostwo                                                     | III miejsce                                              | 0    |                           |
| · Mistrzostwo                                                     | 5.miejsce                                                | 1    | 1919/20 (Sezione campana) |
| · Puchar                                                          | zdobywca                                                 | 0    |                           |
| · Puchar                                                          | finalista                                                | 0    |                           |
| · Puchar                                                          | 1/8 finału                                               | 1    | 1986/87                   |
| II liga                                                           | I miejsce                                                | 0    |                           |
| II liga                                                           | II miejsce                                               | 0    |                           |
| II liga                                                           | III miejsce                                              | 0    |                           |
| II liga                                                           | 4.miejsce                                                | 1    | 1926/27 (grupa D)         |
| Włochy                                                            | Zdobyte trofea w rozgrywkach Włoch (stan na: 31-05-2017) |      |                           |

## Stadion
Klub rozgrywa swoje mecze domowe na Stadio Alberto Pinto w Casercie, który może pomieścić 12000 widzów. Pierwszym boiskiem było pole przy Pałacu Królewskim.